# Wilhelm Kleemann
Wilhelm Kleemann (* 20. Januar 1885 in Groß Lafferde, Landkreis Peine; † 19. Februar 1956 in Bremen) war ein deutscher Pädagoge, Politiker (SPD) und Senator in Bremen.

## Biografie
Kleemann absolvierte nach seiner Schulzeit das Lehrerseminar und er wurde Volksschullehrer in Bremerhaven. Schon früh wurde er als politisierender Lehrer Mitglied der SPD und trat für eine Wahl der Schulleiter ein. Nach dem Ersten Weltkrieg war er von 1919 bis 1933 Mitglied der Bremer Bürgerschaft. Er gehörte der Fraktion der MSPD und ab 1922 der SPD an. Zugleich war er Mitglied der Stadtverordnetenversammlung von Bremerhaven. In der Bürgerschaft war er in verschiedene Ausschüssen und Deputationen (für Beamte, Arbeiterfragen, Schule, Theater, Stadthalle) tätig.
Am 17. April 1928 wurde Kleemann im Kabinett von Bürgermeister Martin Donandt (Parteilos) Senator, zuständig für verschiedene Behörden wie die Justizverwaltung, Museen, Kunstdenkmäler, Finanzen, Leibesübung, Jugendpflege, Löschanstalten, Handel und Schifffahrt, Medizinalwesen und Gesundheit. Am 6. März 1933 wurden die drei SPD-Senatoren Kleemann, Wilhelm Kaisen und Emil Sommer durch die Nationalsozialisten gezwungen, ihre Senatsämter aufzugeben. Vom März bis zum Mai 1933 kam er in polizeiliche Schutzhaft. Kleemann zog sich erzwungener Maßen aus der politischen Arbeit bis 1945 zurück.
Nach dem Zweiten Weltkrieg wurde Kleemann von 1949 bis 1951 Landesvorsitzender der SPD Bremen und von 1949 bis 1953 Vorsitzender des Kreisvereins der SPD in Bremen. Von 1951 bis 1955 war er wieder Mitglied der Bremer Bürgerschaft. In dieser Zeit konzentrierte er sich auf die Neuordnung des Schulwesens. Als Politiker – so heißt es – soll er ein scharfzüngiger Redner gewesen sein, der auch manchen Streit offen austrug.

### Ehrungen
Die Wilhelm-Kleemann-Straße in Bremen Arsten wurde nach ihm benannt.